# Алехново (Калужская область)
Алехново — деревня в Малоярославецком районе Калужской области. Входит в состав муниципального образования сельское поселение Деревня Шумятино. На 2021 год в Алёхнове числится 5 улиц: Березовая, Лесная, Пихтовая, Полевая, Солнечная. На 2013 год общая площадь населённого пункта составляла 0,201 км².

## Население
| 2002 | 2010 |
| ---- | ---- |
| 7    | ↘6   |

## Примечание
1. 1 2  Всероссийская перепись населения 2010 года. Численность и размещение населения Калужской области (том 1)
2. ↑  КЛАДР Алехново Деревня Малоярославецкий Район Калужская Область. kladr-rf.ru. Дата обращения: 28 августа 2021. Архивировано 28 августа 2021 года.
3. ↑  ПРОЕКТ ГЕНЕРАЛЬНОГО ПЛАНА муниципального образования сельского поселения «Деревня Шумятино» Малоярославецкого района Калужской области. Материалы по обоснованию. Дата обращения: 31 августа 2021. Архивировано 31 августа 2021 года.
4. ↑  Перепись 2002 года. Калужская область